# Dawdon
Dawdon är en ort i civil parish Seaham, i kommunen Durham i grevskapet Durham, i England. Orten hade 1 257 invånare år 2021. Dawdon var en civil parish 1866–1937 när blev den en del av Seaham. Civil parish hade 19 399 invånare år 1931.